# 砂越氏
砂越氏（さごしし）は、日本の氏族のひとつ。出羽国飽海郡砂越邑発祥の出羽国の豪族。本姓は不明。確認されているだけで2度再興されている。

## 概要

### 出自・歴史
出自や本姓などは不明であるが、砂越氏の祖は平泉の藤原泰衡討伐（奥州合戦）に功があり、源頼朝よりその論功行賞として出羽国飽海郡代を授けられた武家であるという。元は市条（現：酒田市市条）に政所を敷き政務を執っていたが、後に播磨国の豪族、赤松氏の三男に当たる石黒氏が久寿元年（1154年）に築いたという砂越館（現：酒田市砂越）に移り、そのまま土着したという。飽海郡には出羽国留守職を授かっていた新田目（現：酒田市本楯新田目）の留守須藤氏がいたが、それと並んで最上川以北の有力勢力に成長していったという。
嘉吉3年（1443年）に当時の当主であった砂越氏信が合戦に敗れ、砂越城は落城する。氏信には後継がいなかったために足利家氏（斯波家氏）の流れをくむ矢口将監氏益が砂越氏の名跡を継ぎ、再興した。文明10年（1478年）には子の氏雄が砂越氏を継いでおり、氏雄は室町幕府より信濃守に任官され、出羽飽海に3万石を正式に授かっている。氏雄は上洛し将軍・足利義尚に謁見している。

### 戦国時代
戦国の世に下ると砂越氏は有力な勢力のひとつとして数えられ、飽海郡より南にある大泉荘の地頭出身で、かつ羽黒山の権勢を元に勢力を拡大しつつあった大宝寺氏と激しく争った。永正9年（1512年）、氏雄は大宝寺澄氏に対して挙兵。双方合わせて将兵1000人あまりの損害を出す激戦となり、砂越氏が勝利を挙げた。しかし、翌年の永正10年（1513年）、再び氏雄は田川郡に侵攻し大宝寺を攻め立てるものの、敗北する。この戦で氏雄とその子は討ち死にし、砂越城にも大宝寺勢の追い討ちが掛り落城。砂越氏は再び没落した。
こうして再び主なき城となった砂越城であるが、その立地が飽海郡における重要な位置であったために、永正15年（1518年）大宝寺氏の一族の氏維が城代となり砂越氏を継ぎ、二度目の再興を果たすことになる。しかし、この氏維が徐々に惣領・大宝寺家からの支配を嫌い、独立を目指していったことで両家の間に再び火種が生まれることとなる。これにより、砂越氏と大宝寺氏の争いは、これまでは飽海郡代と大泉荘地頭という別勢力同士の争いから本家・宗家の争いへと変遷を遂げることとなる。そして遂に天文元年（1533年）、氏維は大宝寺晴時に対して挙兵。当時大宝寺氏の主城だった大宝寺城を焼失させるなどの戦果を挙げる。この内乱は晴時が越後に仲裁を依頼し、一度は和議が結ばれた。しかし翌年の天文2年（1534年）には砂越氏側がこれを破棄し、再び兵伐を交えている。その後の経緯は明らかではないが、元亀初頭には大宝寺氏と周辺勢力との和睦を斡旋していることから大宝寺氏の旗下に降ったものとされる。
その後は大宝寺氏の一門重臣として動いていたが、戦国時代末期になると出羽国内陸の最上氏の台頭や北部の安東氏との敵対などで再び本家と距離を置くようになる。また、最上氏と安東氏は大宝寺氏を挟撃するために同盟を結ぶが、その仲介役を担ったのは砂越氏であった。安東氏当主・愛季の正妻の父が砂越一族である砂越宗恂であったために、最上氏が内応を諭したという。結局、大宝寺氏当主義氏は家臣の謀反によって自害、跡を継いだ弟の義興もその翌年に最上氏に攻められ自害し、荘内が最上氏の領地になると砂越氏はそのまま最上氏へと仕えた。しかし、義興の養子で越後に逃れていた大宝寺義勝とその実父本庄繁長が捲土重来（）を目指して荘内に攻め入り（十五里ヶ原の戦い）、大宝寺・上杉連合軍が勝利すると砂越氏は城を捨て縁戚のある安東氏を頼った。また、安東氏（秋田氏）が陸奥国三春に減封されるとこれに従い三春に下向したという。